# كولن ماثيو
كولن ماثيو (بالإنجليزية: Colin Matthew)‏ هو مؤرخ بريطاني، ولد في 15 يناير 1941، وتوفي في 29 أكتوبر 1999.